# Château de Selore
Le château de Selore est situé dans la commune de Saint-Yan en Saône-et-Loire.
Il fait l’objet d’une inscription au titre des monuments historiques depuis le 28 février 2007.

## Description
La construction, dans la seconde moitié du XVIe siècle, comprend un corps central de plan rectangulaire sous un haut toit à croupes, flanqué à ses deux extrémités d'étroites ailes en légère avancée sur ses deux façades. La travée centrale de chacune des façades principales est percée, au rez-de-chaussée, d'une grande porte entre deux pilastres en bossage en table et couronnée d'un fronton cintré. Celui du nord est interrompu par le cadran d'une horloge, tandis que celui du sud, plus volumineux, encadre les armoiries de la famille Pfetten-Iseux. Des bandeaux plats règnent avec les appuis des fenêtres. Le château est précédé au nord d'une cour close par un mur crénelé, interrompu par une porte cochère avec couronnement au chiffre de la famille dont les piliers XVIIIe en bossages arrondis sont surmontés de flammes.
Au sud, une vaste terrasse anciennement fortifiée, portée par un mur de soutènement utilise comme saut de mouton avec les deux tours du Moyen Âge de chaque côté, sépare la demeure d'un ruisseau du nom de Selore. Cette terrasse contient un jardin à la française délimité à l'est par un canal recréé sur des plans du XVIIe et à l'ouest par un mur d'enceinte existant depuis le premier Empire.
Répartis de part et d'autre au nord du château, des communs disposés de façon classique et un pigeonnier circulaire complètent l'ensemble.
Le château et ses terres, propriété privée, appartient au baron Pfetten-Iseux (en) descendant des constructeurs du château et ne se visite pas.
Les communs abritent maintenant la vénerie de l'Equipage de Selore avec des écuries et un chenil de foxhounds - chiens de chasse à courre d’origine britannique.

## Historique
- Du Moyen Âge à 1760 : Selore fait partie entière de l'histoire de la Bourgogne. Un bataillon du premier duc de Bourgogne fit construire la fortification de Selore délimitée à l'époque par quatre murs et quatre tours dont seules deux ont survécu. Une autre tour d'observation est toujours existante sur la motte dite de Puthiere à 500 mètres à l'est de la fortification. Ce bataillon était utilisé pour garder l'aile ouest du comté du Charolais alors riche centre du commerce des bestiaux pour le compte des ducs de Bourgogne. La motte de Puthiere idéalement située permettait d'observer l'ensemble de la plaine de l'Arconce en contrefort de la Loire. Ce bataillon de Bourguignons arrêta à plusieurs reprises les armées des ducs de Bourbon stationnées à Arcy : ce qui permit de repousser les limites du duché de Bourgogne jusqu'à la Loire. À la suite de l'assassinat de Charles le Téméraire alors quatrième duc de Bourgogne, Maximilien Ier de Habsbourg récupéra l'ensemble du comté du Charolais après son mariage avec Marie de Bourgogne, seule fille héritière du dernier duc. C'est pourquoi Selore en tant que partie intégrante du comté du Charolais restera encore longtemps dans le Saint-Empire romain germanique et ne fera partie du Royaume de France qu'à la reprise du comté aux princes de Condé par Louis XV en 1760 - Les princes de Conde-Charolais ayant eux-mêmes fait allégeance au Saint-Empire.
- 1563 : le fief de Selore et Puthiere est acheté par la famille Baudinot de la Salle. Le corps central du château (ou subsiste toujours une grande cheminée typiquement bourguignonne du XVIe siècle) est construit par Guillaume Baudinot.
- 1642 : le fief passe par les mains de son fils qui fait construire de vastes communs puis de son neveu Isaac Baudinot.
- 1675 : le fief est alors hérité par le fils d'Isaac : Palamède Baudinot, conseiller au Parlement de Dijon, titré vicomte maire de dijon puis comte de Selore. il y fonde une chapelle alors dédiée à Saint Maurice encore existante aujourd'hui mais maintenant dédiée à sainte Élisabeth de Thuringe. Il est notamment le constructeur des deux ailes du château et le commanditaire des remarquables peintures vénitiennes sur les plafonds de Selore qui ont été découvertes par l'actuel propriétaire et ont fait l'objet d'une minutieuse rénovation à la suite de l'inscription au monument historique. Son frère fut ambassadeur de France à Venise. Le prince Louis II de Condé reste à Selore plusieurs fois se faisant aider de la maison de Selore pour prendre en 1684 le comte du Charolais au Roi Charles II d’Espagne en échange de dettes envers le Grand Condé.
- 1702 : Marie Lenet, veuve du précédent, fait don de la propriété à son neveu Henri Lenet de Larrey, abbé commendataire de Notre-Dame de Châtillon-sur-Seine.
- 1711 : l'abbé lègue l'ensemble à son neveu titre comte de Formerie : Louis-Bernard Duprat.
- 1713 : à sa mort, le précédent laisse le château à un autre neveu conseiller au Parlement de Dijon : Jean-Antoine Lenet.
- 1754 : Son fils Antoine-Ignace Lenet cède le domaine avec 608 hectares à Philibert Verchère, titré marquis d'Arcelot.
- 1777 : Gabrielle Le Cocq, veuve de Philibert, cède le domaine et le château entièrement meublé à Joseph de Monteynard, qui entreprit une entière rénovation de l'intérieur de style Louis XVI. Celui-ci fut un grand conseiller du roi et titré : marquis de Montfrin, comte de Souternon, baron de La Pierre et grand sénéchal de Beaucaire et de Nîmes.
- époque révolutionnaire : Henri-Juste-François de Monteynard, quatrième fils du précédent, est propriétaire.
- 1814 : Acquisition de la terre et du château de Selore par le baron Jean-Baptiste Grégoire Delaroche, Lieutenant général des armées du roi, Grand officier de la Légion d'Honneur, chevalier de l'ordre de saint Louis et de l'ordre du mérite militaire de Bavière. Il y vivait avec sa femme Rose-Anne Debas. Le baron Delaroche mourut au château le 27 avril 1845, à l'âge de 78 ans.
- Epoque contemporaine : le château devient propriété des comtes de Saint Cyr d'Antioche (comtes d'Empire) puis de la famille Pfetten-Iseux descendante des constructeurs du château[2].

### Armoiries
- Baudinot : De gueules à une fasce d'or de trois pièces, et en chef de trois croissants d'argent
- Lenet : D'azur à la fasce ondée d'argent, accompagnée de trois quintefeuilles d'or
- Monteynard: De vair, au chef de gueules, chargé d'un lion issant d'or
- Pfetten-Iseux : Ecartele au 1 et 4 : d'azur sur lion d'or, couronne, arme, lampasse de gueules (Saulx) au 2 et 3 : d'or au frette de sable (Iseux) Sur le tout d'argent a la fasce de sable au léopard du même passant sur la fasce (Pfetten).